# Jüdischer Friedhof (Münchholzhausen)
Der jüdische Friedhof Münchholzhausen ist ein Friedhof im Ortsteil Münchholzhausen der Stadt Wetzlar im Lahn-Dill-Kreis in Hessen und befindet sich südöstlich in der Ortslage an der Straße Herrenwiese.  In der Nähe vom Friedhof befinden sich in nördlicher Richtung der örtliche Festplatz und das Bürgerhaus von Münchholzhausen.

## Beschreibung
Der jüdische Friedhof Münchholzhausen wurde im Jahr 1847 auf einem ursprünglich als Wiese genutzten Grundstück von der jüdischen Gemeinde als Begräbnisstätte angelegt. Es sind 15 Grabsteine vorhanden. Der älteste Grabstein ist von 1897 (für Abraham Bock), der jüngste von 1927 (für Bertha Rosenthal und Marianne Bock). Eine letzte Beisetzung (Carl Bock; ohne Grabstein) wurde vermutlich 1942 vorgenommen. 
Im Jahr 1992 wurde ein Gedenkstein auf dem Friedhof aufgestellt. Er listet 17 Namen von jüdischen Einwohnern aus Münchholzhausen auf, die deportiert wurden oder als verschollen gelten.

### Inschrift Gedenkstein
| Name                   | Geburtsdatum         |
| ---------------------- | -------------------- |
| Elias Bock             | * 23. März 1872      |
| Auguste Bock           | * 17. Juni 1875      |
| Berta Bock             | * 16. Februar 1888   |
| Siegmund-Artur Metzger | * 03. April 1903     |
| Johanna Metzger        | * 28. April 1903     |
| Lothar Metzger         | * 31. Januar 1932    |
| Tekla Metzger          | * 23. Mai 1908       |
| Julius Michel          | * 10. Dezember 1881  |
| Kathinka Michel        | * 21. Dezember 1884  |
| Friedericke Rosenthal  | * 26. September 1872 |
| Rosa Rosenthal         | * 15. Oktober 1872   |
| Sette-Rosa Rosenthal   | * 05. November 1872  |
| Sophie Rosenthal       | * 28. Juli 1873      |
| Louis Rosenthal        | * 04. Dezember 1875  |
| Sette Seligmann        | * 07. Dezember 1885  |
| Siegmund Seligmann     | * 16. September 1877 |
| Klara Wallenstein      | * 10. Oktober 1890   |